# 英厄姆米爾斯 (紐約州)
英厄姆米爾斯（英語：Ingham Mills）是位於美國紐約州富爾頓縣的非建制地區。

## 地理
英厄姆米爾斯所處的海拔為高於海平面158米（即518英呎），而該地所採用的時區為UTC-5，即北美东部时区（EST）。同時該地設有夏令時間，為UTC-5調快一小時，即UTC-4（EDT）。